# حصان ميزوري المهرول
حصان ميزوري المهرول أو حصان مزوري فوكس تروتر (بالٳنجليزية: Missouri Fox Trotter) هي سلالة من الخيول نشأت في ولاية ميزوري في الولايات المتحدة. جرى تطويره في جبال الأوزارك من قبل المستوطنين في أوائل القرن التاسع عشر، وسرعان ما تطورت إلى سلالة مشهورة بقدراتها وبالأخص قوتها ومشياتها السلسة. وهي تؤدي مشية مائلة تعرف باسم «هرولة الثعلب». بدأ تسجيل السلالات الرئيسية في عام 1948، واعتبارًا من عام 2012 تم تسجيل ما يقرب من مئة ألف حصان. بدأ التسجيل الأوروبي لحصان ميزوري في عام 1992، واعتبارًا من عام 2009 يتم التعرف على 600 حصان فوكس تروتر يعيشون في أوروبا. في عام 2006، بدأت عمليات تسجيل أصغر تركز على الحفاظ على النوع التاريخي الأصلي النقي في الولايات المتحدة، ويعتبر حصان ميزوري المهرول سلالة عضلية متوسطة الحجم، تستخدم أساسًا لركوب الممرات وأعمال المزرعة.

## تاريخ
تم تطوير حصان ميزوري المهرول من سلالات الخيول التي جلبها المستوطنون من ولاية تينيسي وكنتاكي وفيرجينيا إلى ميزوري. والسلالات التي ساهمت في نشأت حصان ميزوري تشمل الخيول العربية، مورغان، ستاندرد بريد الأمريكي، حصان تينيسي وستاندرد بريد. وبحلول وقت ٳنشاء ولاية ميزوري في عام 1821، اشتهرت خيول الولاية بمشيتها الفريدة التي كانن مفيدة في التضاريس الصخرية لجبال الأوزارك، وأصبحت السلالة شائعة لدى الرعاة بسبب مشيتهم السلسة وقدرتهم على العمل مع الماشية. في عام 1948، تأسست جمعية حفظ سلالة حصان ميزوري فوكس تروتر في آفا بولاية ميزوري، مع ٳنشائها لكتاب خيول مفتوح يسجل جميع الخيول المتقنة لمشية الثعلب وغيرها من الخصائص الفيزيائية المحددة. وقد تم تصدير أول حصان إلى أوروبا في الخمسينيات، عندما استوردت ملكة المملكة المتحدة عدة خيول ذات لون بالومينو.
في عام 1982، تم إغلاق كتاب سجل الخيول، مما سمح فقط بدخول الخيول من والدين مسجلين. وقد أصبح ميزوري المهرول الحصان الرسمي لولاية ميزوري في عام 2002، لكن يمكن أن ترى هذا الحصان في جميع أنحاء الولايات المتحدة، وكذلك في كندا والعديد من البلدان الأوروبية، واعتبارًا من عام 2012، سجلت جمعية حفظ سلالة حصان ميزوري فوكس تروتر أكثر من 97000 حصانًا وأكثر من 8000 عضو.

## خصائص
يصل متوسط طول أحصنة ميزوري المهرولة من 142 إلى 163 سم، ويزن ما بين 410 و540 كجم. كما بدأت جمعية حفظ سلالة حصان ميزوري فوكس تروتر في عام 2004 تحتفظ بسجل منفصل لخيول ميزوري التي يتراوح طولها ما بين أيدي 112 و142 سم. قد تحمل هذه الأحصنة أي لون من ألوان الصلب أو البينتو، وفي أغلب الأحيان لها علامات بيضاء على الوجه والساق، وشكل الوجه مستقيم ومثبت على رقبة متوسطة الطول من نهاياتها في كتف واضح. وتعتبر سلالة عضلية لها أكتاف مائلة وظهر قصير وأرجل قوية.

## الٳستخدام

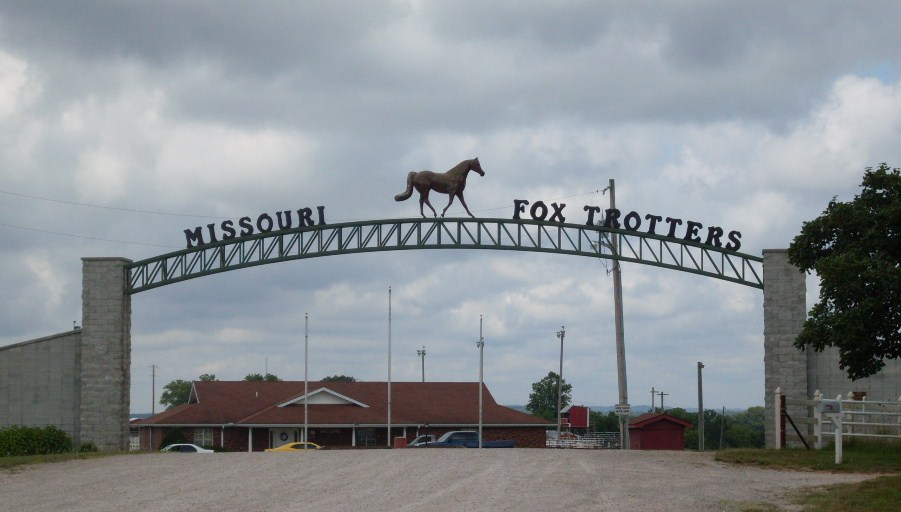
مدخل ساحة عرض ميزوري فوكس ترورتر، شمال آفا بولاية ميسوري

يتم استخدام حصان ميزوري المهرول على نطاق واسع من قبل راكبي الممرات، الذين يقدرون مشياتهم ومهارتهم وقدرتهم على حمل الوزن. ويتم استخدامها أيضًا في برامج ركوب المعاقين، وقد ثبت أن مشيتهم السلسة مفيدة للركاب الذين يعانون من إعاقات جسدية طفيفة. وغالبًا ما يتم إجراء عمليات التهجين بين أفراس حصان ميزوري المهرول وحمير جاك، مما يؤدي إلى إنشاء بغال تتميز بمشية الثعلب الخاصة بحصان ميزوري المهرول، ويتم ٳستخدام هذه البغال لحمل الصيادين وراكبي الدرب، خاصة في غرب الولايات المتحدة. وتوظف دائرة الغابات الأمريكية أيضًا أحصنة ميزوري المهرولة بسبب سرعتها وقدرتها على التحمل ومشيتها الفريدة، وقد تم استخدام افراد من هذه السلالة في أول نزول بظهر حصان في الحافة الشمالية للأخدود العظيم.
تستضيف مدينة آفا بولاية ميزوري في الولايات المتحدة الأمريكية أكبر عرض سنوي لأحصنة ميزوري المهرولة، يسمى منزل حصان ميزوري فوكس تروتر للعرض والأحتفال (بالٳنجليزية: Missouri Fox Trotting Horse World Show and Celebration)، بحيث يتنافس هناك ما يقرب من 1400 حصان كل عام.

## روابط خارجية
- موقع جمعية حفظ حصان ميزوري المهرول
- موقع جمعية أحصنة ميزوري المهرولة في أوروبا